# دزموند گرین
دزموند گرین (زاده ۱۱ اکتبر ۱۹۸۹) مبارز هنرهای رزمی ترکیبی آمریکایی است که در بخش سبک‌وزن در مسابقات یواف‌سی مبارزه کرد.

## پیش‌زمینه
گرین در دبیرستان راش-هنریتا در رقابت‌های کشتی شرکت کرد و در آنجا مقام قهرمانی ایالتی را به دست آورد. او بعداً در دانشگاه بوفالو کشتی گرفت و در آنجا به تحصیل در رشته علوم اجتماعی پرداخت. او پس از مثبت شدن تست ماری‌جوانا از تیم کشتی حذف شد.
گرین همچنین قبل از امضای قرارداد با بلاتور ام‌ام‌ای به صورت پاره وقت در فروشگاه‌های زنجیره‌ای وال‌مارت به عنوان صندوقدار کار می‌کرد.
گرین سه فرزند دارد: دو دختر به نام‌های تساجلیا، داهلیا و یک پسر به نام دزموند جونیور

## هنرهای رزمی ترکیبی

### اوایل فعالیت
گرین فعالیت حرفه ای خود را در سال ۲۰۱۲ آغاز کرد. او عمدتاً در رقابت‌های شمال شرقی آمریکا مبارزه کرد. او در اولین سال فعالیت حرفه ای خود، رکورد ۸ برد و ۱ باخت را به دست آورد.
در اوایل سال ۲۰۱۳، مدت کوتاهی پس از شکست دادن مبارز کهنه‌کار یواف‌سی هنری مارتینز با ناک‌اوت فنی و کسب عنوان رده سبک‌وزن نیوانگلند فایتز، گرین برای مبارزه در رقابت‌های رده پروزن با بلاتور ام‌ام‌ای قرارداد بست.

### بلاتور ام‌ام‌ای
گرین اولین بازی خود را در ۱۳ سپتامبر ۲۰۱۳ در مسابقه یک چهارم نهایی در برابر فابریسیو گوئریرو انجام داد. او با تصمیم داوران شکست خورد.
گرین در ۲۵ اکتبر ۲۰۱۳ در با آنجلو سانچز مبارزه کرد. او از طریق ناک‌اوت فنی در ۱ دقیقه و ۴ ثانیه بعد از شروع دور دوم مبارزه با تشخیص پزشک مبنی بر عدم توانایی سانچز در رقابت، پیروز شد.
گرین در ۲۸ فوریه ۲۰۱۴ در مسابقه یک چهارم نهایی با مایک ریچمن روبرو شد. او در این مبارزه با تمامی داوران پیروز شد. در نیمه نهایی، او در ۲۸ مارس ۲۰۱۴ با ویل مارتینز روبرو شد. گرین دوباره با تصمیم متفق القول پیروز مبارزه شد. گرین در فینال مسابقات با دانیل ویکل روبرو شد. ویکل، او را از طریق سابمیشن شکست داد.
گرین به همراه چند نفر دیگر در ۲۶ اوت ۲۰۱۴ از قرارداد با بلاتور ام‌ام‌ای خارج شد.

### قهرمانی تایتان فایتینگ
در اوایل سپتامبر ۲۰۱۴، اعلام شد که گرین با مبارزات قهرمانی تایتان قرارداد امضا کرده است. او اولین بازی خود را در ۳۱ اکتبر ۲۰۱۴ در برابر میگل تورس انجام داد. گرین در راند اول با ناک اوت پیروز شد.
گرین برای اولین دفاع از عنوان خود در ۲۰ مارس ۲۰۱۵ با مبارز کهنه‌کار رقابت‌های یواف‌سی و استرایک‌فورس، کرت هولوباگ روبرو شد. او مجبور شد برای افزایش وزن، یک مدل موی سنگین انتخاب کند. پس از یک مبارزه رفت و برگشت، گرین مبارزه را با تصمیم اکثر داوران باخت.

### یواف‌سی
در فوریه ۲۰۱۷، اعلام شد که گرین با یواف‌سی قرارداد امضا کرده است.
گرین اولین بازی خود را در برابر جاش امت در ۸ آوریل ۲۰۱۷ انجام داد. او در این مبارزه با تصمیم داوران پیروز شد.
گرین در ۲ سپتامبر ۲۰۱۷ در با رستم خابیلوف روبرو شد. او در این مبارزه با تصمیم تمامی داوران شکست خورد. پس از مبارزه با خابیلوف، گرین قرارداد جدیدی با یواف‌سی امضا کرد.
گرین در ۳ فوریه ۲۰۱۸ با میشل پرازرس مبارزه کرد. هنگام محاسبه وزن، پرازرس ۱۶۱ پوند، یعنی ۵ پوند بیشتر از حد مجاز ۱۵۶ پوندی رقابت‌های دسته سبک‌وزن، وزن داشت. در نهایت گرین در این مبارزه با رای داوران، بازنده اعلام شد.
گرین در ۱ ژوئن ۲۰۱۸ با گلیسون تیباو روبرو شد. او در این مبارزه با رای داوران پیروز شد.
گرین در ۱۵ سپتامبر ۲۰۱۸ با میربیک تایسوموف رقابت کرد. در وزن کشی‌ها، تایسوموف پنج پوند بیش از حد مجاز مبارزه ۱۶۱ پوندی وزن داشت. رقابت تنگاتنگ بود که در نهایت با رای داوران، مبنی بر پیروزی تایسوموف، به پایان رسید.
گرین در ۳۰ مارس ۲۰۱۹ با راس پیرسون روبرو شد. او در راند اول با ناک اوت فنی پیروز شد.
گرین در ۱۸ می ۲۰۱۹ با چارلز جوردین تازه‌وارد روبرو شد. او در این مبارزه با تصمیم تمامی داوران پیروز شد.
در ژانویه ۲۰۲۰، گزارش شد که گرین از قرارداد با یواف‌سی خارج شده است.

## زندگی شخصی

### برخورد خودرو و مشکلات قانونی
در ۱۸ آگوست ۲۰۱۸، گرین در فلوریدا دچار یک سانحه رانندگی شد؛ او کنترل خودروی شاسی بلند خود را از دست داد و به سمت یک تریلی منحرف شد و منجر به تصادف پنج اتومبیل و کشته شدن دو نفر شد. گرین در این حادثه فقط جراحات جزئی دید. گرین دو هفته قبل از این اتفاق، دچار یک تصادف جزئی درگیر شد که در آن رانندگی با گواهینامه معلق و بدون مدرک بیمه با تست مثبت کانابینوئید، تتراهیدروکانابینول و الکل از وی ذکر شد. متعاقباً، در ۲۶ ژوئن ۲۰۱۹، گزارش شد که گرین به خاطر ۲۰ اتهام جداگانه، از جمله دو فقره جرم درجه دوم قتل عمد به دلیل رانندگی تحت تأثیر دارو و الکل، دستگیر و زندانی شد. چهار مورد جرائم درجه سوم از رانندگی تحث تأثیر دارو و الکل که باعث صدمه بدنی جدی شده است. جرائم درجه سوم هم نگهداری کوکائین، پنج مورد خسارت اموال به دلیل رانندگی تحت تأثیر دارو و الکل و رانندگی با گواهینامه تعلیق شده که در نهایت حکم حبس با جریمه ۱۹۴۰۰۰ دلاری را صادر کرد.